# Dunaújváros PASE
Dunaújváros PASE is een Hongaarse voetbalclub uit Dunaújváros.

## Geschiedenis
De club werd in 1998 opgericht en speelt haar thuiswedstrijden in de Dunaferr Aréna. In het seizoen 2013/2014 werd de club tweede in de Nemzeti Bajnokság II en promoveerde voor het eerst naar het hoogste niveau maar degradeerde het seizoen erna meteen weer. Tussen 2016 en 2024 speelde de club in de Nemzeti Bajnokság III. In 2024 werd de club zestiende en degradeerde met deze laatste plek naar de Megyei I waar het voor het laatst actief was in 2010.

## Eindklasseringen vanaf 2009
| 5 |

| 1 |

| 1 |

| 15 |

| 1 |

| 2 |

| 15 |

| 15 |

| 4 |

| 4 |

| 4 |

| 5 |

| 13 |

| 3 |

| 8 |

| 16 |

| NB I | NB II | NB III | Megyei I |